# 泉まくら
泉 まくら（いずみ まくら）は、日本のヒップホップMCである。福岡県在住。

## 略歴
2012年、術ノ穴より『卒業と、それまでのうとうと』リリース。
2013年4月、くるり主催イベント「WHOLE LOVE KYOTO」参加。
2014年4月、アニメ『スペース☆ダンディ』で、菅野よう子とのコラボ楽曲を提供。5月、史上最年少でグラミー賞を受賞したLORDEの楽曲「ROYALS」の公式リミックスを発表。
2015年11月、新曲2曲、リミックス5曲からなる企画盤『P.S.』をリリース。プロデュースにnagacoとmetome、リミキサーにはQrion、Madegg、鷹の目、Franz Snake、雲のすみかが参加した。

## 音楽性
YouTubeでの投稿（処女作である『ムスカリ』）、Macra名義によるSNEEEZEのミックステープへの参加など、デビュー前から注目を集めていた。詞の多くは若い女性の視点。ジャケットイラストやMVなどのアートワークは大島智子が手がけている。

## ディスコグラフィー

### EP
| タイトル | 発売日        | 備考 |
| -------- | ------------- | ---- |
| Candle   | 2013年6月26日 |      |
| P.S.     | 2015年11月4日 |      |

### 配信限定シングル
| 発売日         | タイトル                                                      |
| -------------- | ------------------------------------------------------------- |
| 2017年10月25日 | ふちどり                                                      |
| 2018年11月7日  | いのち                                                        |
| 2019年6月26日  | エンドロール(maeshima soshi remix)                            |
| 2019年7月3日   | 白濁                                                          |
| 2019年8月7日   | いのち(TOSHIKI HAYASHI (%C) remix) feat. ラブリーサマーちゃん |
| 2019年11月6日  | 203 LIVE                                                      |
| 2020年2月19日  | Mary. / 泉まくら & ESME MORI                                  |
| 2023年6月14日  | 夢                                                            |
| 2023年11月1日  | 愛浴びる                                                      |

### その他参加作品
| 発売日         | 楽曲名                                                   | 名義                 | 収録作品                                       | 共同制作者 |
| -------------- | -------------------------------------------------------- | -------------------- | ---------------------------------------------- | ---------- |
| 2011年12月30日 | Still In Ur Love feat. Macra                             | SNEEEZE              | BELIEF                                         |            |
| 2012年12月15日 | 優しい瞬きのあと                                         | tella × macra        | 術ノ穴presents「HELLO!!! vol.4」               |            |
| 2012年8月12日  | IH8U feat.macra                                          | tella                | AXIOLOGY                                       |            |
| 2013年1月25日  | このきもち feat.泉まくら                                 | Fragment             | 感覚として。＋ササクレ                         |            |
| 2013年5月22日  | 最終電車 featuring 泉まくら（FragmentのREMIX）           | パスピエ             | 最終電車 featuring 泉まくら（FragmentのREMIX） |            |
| 2013年5月22日  | 最終電車 featuring 泉まくら（OMSB from SIMI LABのREMIX） | パスピエ             | 最終電車 featuring 泉まくら（FragmentのREMIX） |            |
| 2014年3月26日  | 知りたい                                                 | 泉まくら×mabanua     | 「スペース☆ダンディ」O.S.T.1 ベストヒット BBP  | 菅野よう子 |
| 2014年8月27日  | ちゅうとはんぱはやめて feat.泉まくら                     | 禁断の多数決         | エンタテインメント                             |            |
| 2016年9月28日  | 202 feat. 泉まくら                                       | ラブリーサマーちゃん | 202 feat. 泉まくら                             |            |
| 2017年6月7日   | あかり feat. 泉まくら                                    | tio                  | AND                                            |            |
| 2017年11月19日 | パルコでもロイホでもラブホでもいいよ                     | 泉まくら             | Less than A4                                   | 大島智子   |
| 2017年12月25日 | はつこい feat. 泉まくら                                  | サニーデイ・サービス | Popcorn Ballads                                |            |
| 2020年2月19日  | Mary.                                                    | 泉まくら & ESME MORI | Mary.                                          |            |
| 2021年1月13日  | 二人の秘密 feat. 泉まくら                                | HAIIRO DE ROSSI      | 二人の秘密 feat. 泉まくら                      |            |